# Themacrys irrorata
Espèce
Synonymes
- Haemilla australis Lawrence, 1937

Themacrys irrorata est une espèce d'araignées aranéomorphes de la famille des Phyxelididae.

## Distribution
Cette espèce est endémique d'Afrique du Sud. Elle se rencontre au KwaZulu-Natal, au Cap-Oriental et au Mpumalanga.

## Description
Le mâle décrit par Griswold en 1990 mesure 13,13 mm et la femelle 13,00 mm, les mâles mesurent de 12,88 à 13,13 mm et les femelles de 9,63 à 15,88 mm.

## Publication originale
- Simon, 1906 : Étude sur les araignées de la section des cribellates. Annales de la Société entomologique de Belgique, vol. 50, p. 284-308 (texte intégral).